# RCTV Play
RCTV Play o simplemente RCTV fue una plataforma de streaming venezolana, propiedad de Empresas 1BC, operada por RCTV International.

## Historia
RCTV fue una televisora de señal abierta venezolana con una presencia de más de 70 años de producción de contenido variado para la televisión en Venezuela y el mundo, que dejó de transmitir por órdenes de CONATEL y el expresidente Hugo Chávez en 2007 al no renovar la concesión, junto también a su señal continuadora de televisión por suscripción RCTV Internacional en 2012.
En el año 2020, después de varios años de estar fuera del aire, y por las falsas esperanzas que les proporcionaban algunas personas y organizaciones, la compañía decide dar un paso hacia las nuevas tecnologías y el 5 de julio de 2020 lanzó su nueva plataforma de televisión por internet RCTV Play, por medio de una aplicación (para Teléfonos inteligentes y SmartTV) y un sitio web cuya señal es la misma, en esta plataforma se encuentran miles de horas en programación de la televisora.
Después del anuncio de diciembre de 2021, del presidente ejecutivo de RCTV Eladio Lárez, el cual informaba que RCTV Producciones se asociaba con varias plataformas de streaming (como Tubi, Pluto TV y Vix) para la transmisión de su contenido, la plataforma (apps y otros) y el sitio web quedaron inhabilitados después de dicho anuncio.
Actualmente los contenidos de RCTV están disponibles en diversas plataformas de streaming desde el cierre de la plataforma.

## Contenido

### Programación (bajo demanda)

#### Producciones Propias
- El Santo Patriota
- RCTV de Memoria
- Eneamiga
- Ellas aman, ellos mienten
- Piel salvaje

#### Informativos
- El Observador (posible relanzamiento).

#### Telenovelas
- A calzón quita'o
- Mi prima Ciela
- Juana, la virgen
- Mis 3 hermanas
- Mi gorda bella
- Estrambótica Anastasia
- Amantes
- Amor a palos
- Amores
- Angélica Pecado
- Calle Luna, Calle Sol
- Carita Pintada
- Corazón traicionado
- Dulce ilusión
- El Desprecio (1991)
- El Desprecio (2006)
- La dama de rosa
- La Mujer de Judas
- Libres Como El Viento
- Mariú
- Nadie me dirá cómo quererte
- Ser bonita no basta
- Trapos íntimos

#### Infantiles
- Niño de Papel
- Túkiti, crecí de una
- La Pandilla de los 7
- La Pequeña Lulú
- Planeta Sur
- Federrico

#### Películas
- Soltero Y Sin Compromiso
- El Venerable
- Vía Crusis en el Barrio
- La Raya de Cal
- Silva Rivas Divorciada
- Natalia de 8 a 9
- Pensión Amalia
- La hija de Juana Crespo
- Pablo Escobar, Ángel o Demonio
- Chao Cristina
- La señora de Cárdenas
- La Rumba de Fin de Mundo

#### Drama
- Mansión de Luxe
- Ciclo de Oro, Rómulo Gallegos
- Vírgenes Venezolanas
- Ellas aman, ellos mienten
- Que el cielo me explique
- Eneamiga

#### Comedia
- Como Ser Feliz en el Matrimonio
- Esto es lo que hay
- Conserjes
- Radio Rochela
- Loco Video Loco

#### Horror
- Archivos del Más Allá
- La Llorona
- Chupa Cabra
- La Mano
- María Lionza

### En Vivo
- Radio Caracas Radio
- ZUT (poco después sé convierte en streaming independiente)
- Loco Video Loco
- Radio Rochela

## Disponibilidad
RCTV Streaming estuvo disponible para navegadores web desde play.rctv.com Archivado el 21 de junio de 2021 en Wayback Machine., para teléfonos inteligentes estuvo disponible en Play Store para Android y en App Store para iOS, en algunos televisores inteligentes, y dispositivos de reproducción multimedia como Apple TV, Fire TV y Roku.